# Škratovka
Škratovka je hudourniški potok, ki izvira v bližini ruševin gradu Hošperk ob južnem delu Planinskega polja. Nedaleč od tod se izliva v reko Unico.
Izviri Škratovke so obsežno območje kraških izvirov. Obilje vode je vzrok za bujno rastje. Škratovka izvira iz jame Škratovke, ki je tudi periodični bruhalnik (ob visokih vodah) in je dolga 50 m.